# 白井秀吉
白井 秀吉（しらい ひできち、1888年1月18日 - 1963年12月20日）は、日本の政治家。衆議院議員（1期）。

## 経歴
新潟県出身。酒造業を経営する。北蒲原郡神山村（のち笹神村、現・阿賀野市）長、同村議、新潟県議、同議長、同参事会員となる。新潟県酒造組合、同酒販組合各連合会会長、同商工経済会理事、同酒類販売(株)社長、新潟パルプ工業(株)取締役を歴任する。
1946年の第22回衆議院議員総選挙において大選挙区制の新潟1区から日本進歩党公認で立候補して当選する。党内では常議員会副会長となった。翌1947年の第23回衆議院議員総選挙には出馬しなかった。
このほか新発田酒販協同組合理事長、新潟県酒類業団体連盟会長、全国酒販生活協同組合副会長、白竜(有)社長、新潟県発泡工業(株)取締役社長を務めた。1963年死去。